# Mémoires de nos pères (film)
Pour plus de détails, voir Fiche technique et Distribution.
Mémoires de nos pères ou La mémoire de nos pères au Québec (Flags of Our Fathers) est un film américain réalisé par Clint Eastwood, sorti en 2006. Il s'agit d'une adaptation du livre Flags of Our Fathers de James Bradley et Ron Powers.
Le film raconte l'histoire, inspirée de faits réels, de trois soldats américains lors de la Seconde Guerre mondiale. Ils participent à l'une des plus grandes batailles du Pacifique : la bataille d'Iwo Jima. Celle-ci est notamment célèbre grâce à la photographie Raising the Flag on Iwo Jima. Le film est complémentaire du film Lettres d'Iwo Jima, du même réalisateur, sorti l'année suivante, qui aborde le même combat, vu du côté des Japonais.
Malgré des critiques positives, le film ne rencontre pas le succès commercial,.

## Synopsis

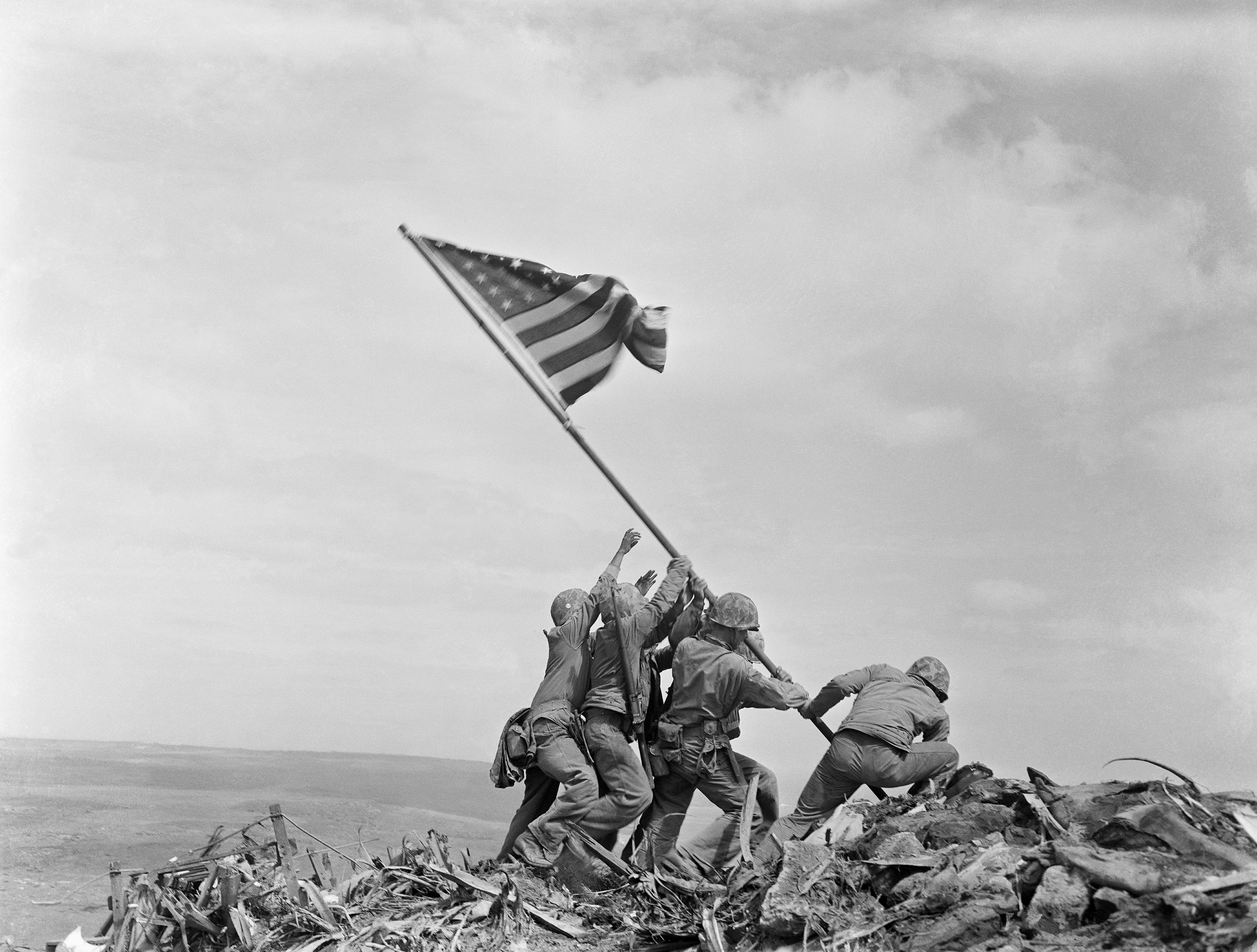
Raising the Flag on Iwo Jima de Joe Rosenthal.

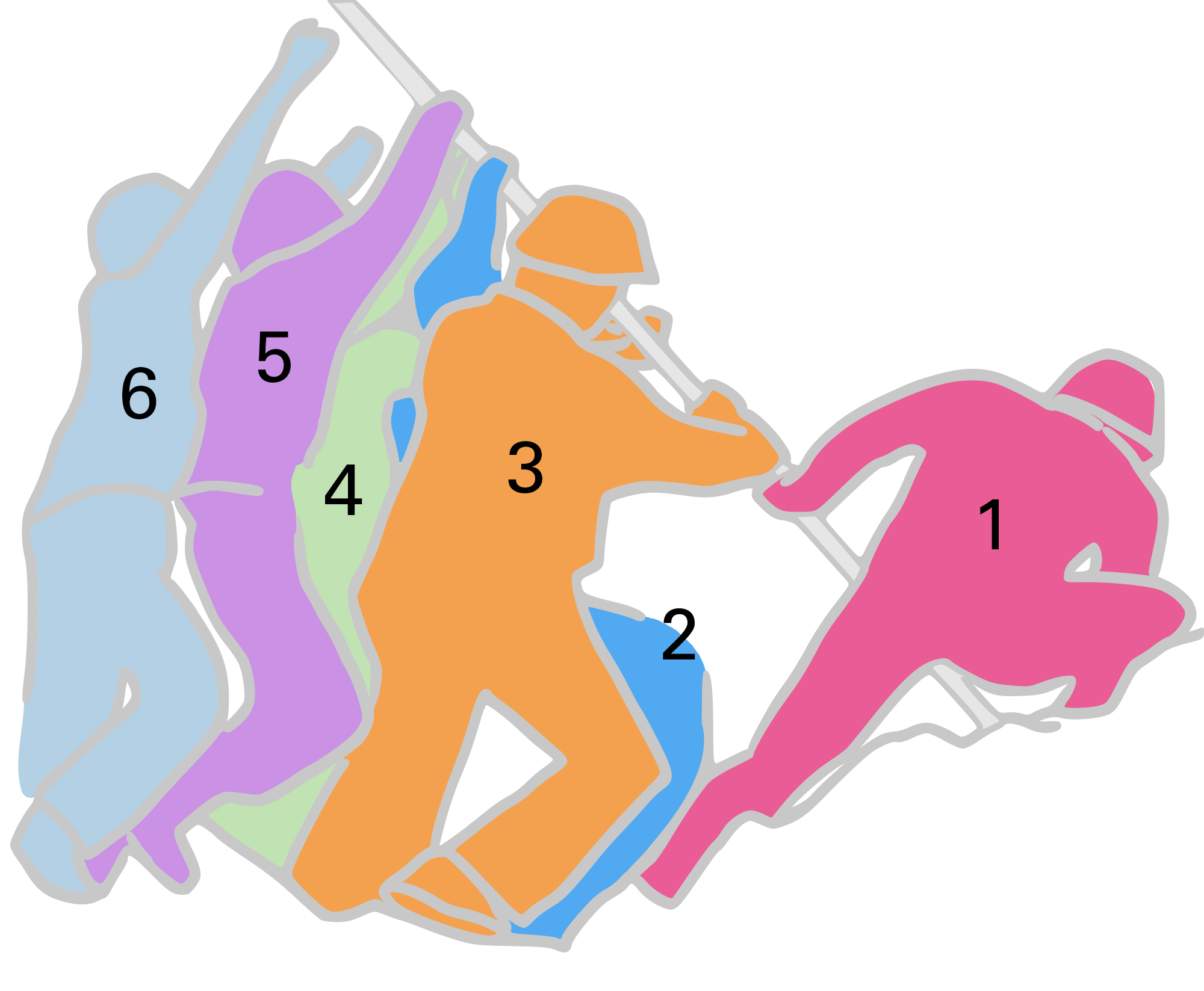
Les six soldats qui élevèrent le second drapeau des États-Unis : #1, Cpl. Harlon Block (KIA)
#2, Pfc. Harold Keller #3, Pfc. Franklin Sousley (KIA) #4, Sgt. Michael Strank (KIA) #5, Pfc. Harold Schultz #6, Pfc. Ira Hayes

Pendant la bataille d'Iwo Jima, un drapeau est planté par une patrouille de Marines sur le mont Suribachi, afin de signaler que cette position est prise. Le secrétaire d'État à la Marine voulant garder ce drapeau, tout comme le corps des Marines, un second drapeau est planté au même endroit par six autres soldats, tandis que le premier est mis de côté par le commandant des Marines.
Durant l'érection du second drapeau, la photo Raising the Flag on Iwo Jima est prise.
Le film décrit l'évolution des trois soldats survivants, devenus aux États-Unis des marionnettes de propagande. Nul ne sait qu'ils n'ont pas participé à l'érection du premier drapeau, seulement à celle du second, dans un acte à seule fin publicitaire.« Une photo peut-elle faire gagner une guerre ? » demande un journaliste aux soldats : ceux-ci ne répondent pas. La réalité du champ de bataille est exprimée par des flashbacks chez chacun d'eux.
Avec dégoût, ces trois personnes participent à la campagne de bons pour l'armée. Ils sont ensuite oubliés.
L'un des trois soldats, autochtone d'Amérique, contraint de rentrer dans sa réserve, s'engage dans une quête spirituelle[Quoi ?] pour retrouver les parents de l'un des soldats ayant planté le premier drapeau.

## Fiche technique
Sauf indication contraire, les informations mentionnées dans cette section peuvent être confirmées par les bases de données cinématographiques IMDb et Allociné,  présentes dans la section « Liens externes ».
- Titre original : Flags of Our Fathers
- Titre français : Mémoires de nos pères
- Titre québécois : La mémoire de nos pères[3]
- Réalisation : Clint Eastwood
- Scénario : William Broyles Jr. et Paul Haggis, d'après le livre Flags of Our Fathers de James Bradley et Ron Powers
- Musique : Clint Eastwood
- Direction artistique : Jack G. Taylor Jr.
- Décors : Henry Bumstead
- Costumes : Deborah Hopper
- Photographie : Tom Stern
- Son : David E. Campbell, Alan Robert Murray, Steve Pederson, John T. Reitz, Gregg Rudloff
- Montage : Joel Cox
- Production : Clint Eastwood, Robert Lorenz et Steven Spielberg
  - Coproduction : Tim Moore
- Sociétés de production : Amblin Entertainment, Dreamworks Pictures, Malpaso Productions et Warner Bros.
- Sociétés de distribution : Paramount Pictures (États-Unis, Québec) ; Warner Bros. (France, Belgique) ; Fox-Warner (Suisse romande)
- Budget : 80 millions USD[4] ; 90 millions USD[5]
- Pays de production :  États-Unis
- Langue originale : anglais
- Format : couleur (Technicolor) — 35 mm — 2,39:1 (Panavision) — son DTS / Dolby Digital / SDDS
- Genre : guerre, drame, historique, action, aventure
- Durée : 135 minutes
- Dates de sortie[6] :
  - États-Unis, Québec : 20 octobre 2006[3]
  - France, Belgique, Suisse romande : 25 octobre 2006[7],[8],[9]
- Classification[10] :
  - États-Unis : les enfants de moins de 17 ans doivent être accompagnés d'un adulte (R – Restricted)[N 1]
  - France : tous publics[11],[N 2]
  - Belgique : tous publics (Alle Leeftijden)[8]
  - Suisse romande : interdit aux moins de 16 ans[12]
  - Québec : 13 ans et plus (violence) (13+ / 13 years and over)[3]

## Distribution
- Ryan Phillippe (VF : Vincent Barazzoni) : John « Doc » Bradley
- Jesse Bradford (VF : Tony Marot) : René Gagnon
- Adam Beach (VF : Stéphane Ronchewski) : Ira « Chef » Hayes
- Barry Pepper (VF : Éric Etcheverry) : Mike Strank
- John Slattery (VF : Pierre Laurent) : Bud Gerber
- Benjamin Walker (VF : Benjamin Pascal) : Harlon Block
- John Benjamin Hickey : Keyes Beech (de)
- Jamie Bell : Ralph « Iggy » Ignatowski
- Paul Walker (VF : Frédéric Popovic) : « Hank » Hansen (en)
- Robert Patrick : le colonel Chandler Johnson
- Neal McDonough (VF : Philippe Vincent) : le capitaine Dave Severance
- Melanie Lynskey : Pauline Harnois
- Tom McCarthy : James Bradley
- Ann Dowd : Mme Strank
- Chris Bauer : le général Alexander Vandegrift
- Judith Ivey : Belle Block
- Myra Turley (en) : Madeline Evelley
- Alessandro Mastrobuono (VF : Vincent de Boüard) : Lindberg
- Scott Eastwood : Lundsford
- Stark Sands : Gust
- George Grizzard : John Bradley
- Harve Presnell (VF : Christian Pélissier) : Dave Severance, âgé
- George Hearn : Walter Gust
- Len Cariou : M. Beech
- Christopher Curry (en) : Ed Block
- Bubba Lewis : le fils de Belle
- Beth Grant : Mme Gagnon
- Connie Ray : Mme Sousley
- Mary Beth Peil : Mme Bradley
- David Patrick Kelly : le président Harry S. Truman
- Jon Polito : le président de comté
- Ned Eisenberg (VF : Bruno Forget) : Joe Rosenthal
- Gordon Clapp : Général « Howlin' Mad » Smith
- V. J. Foster : le major sur l'avion
- Kirk B. R. Woller (en) : Bill Genaust
- Tom Verica (VF : Didier Cherbuy) : le lieutenant Pennel
- Jason Gray-Stanford : le lieutenant Schrier
- Matt Huffman : le lieutenant Bell
- David Hornsby (en) : Louis Lowery
- Brian Kimmet : le sergent Boots Thomas
- Joseph Cross : Franklin Sousley
- Jayma Mays : l'infirmière à Hawaï

## Production

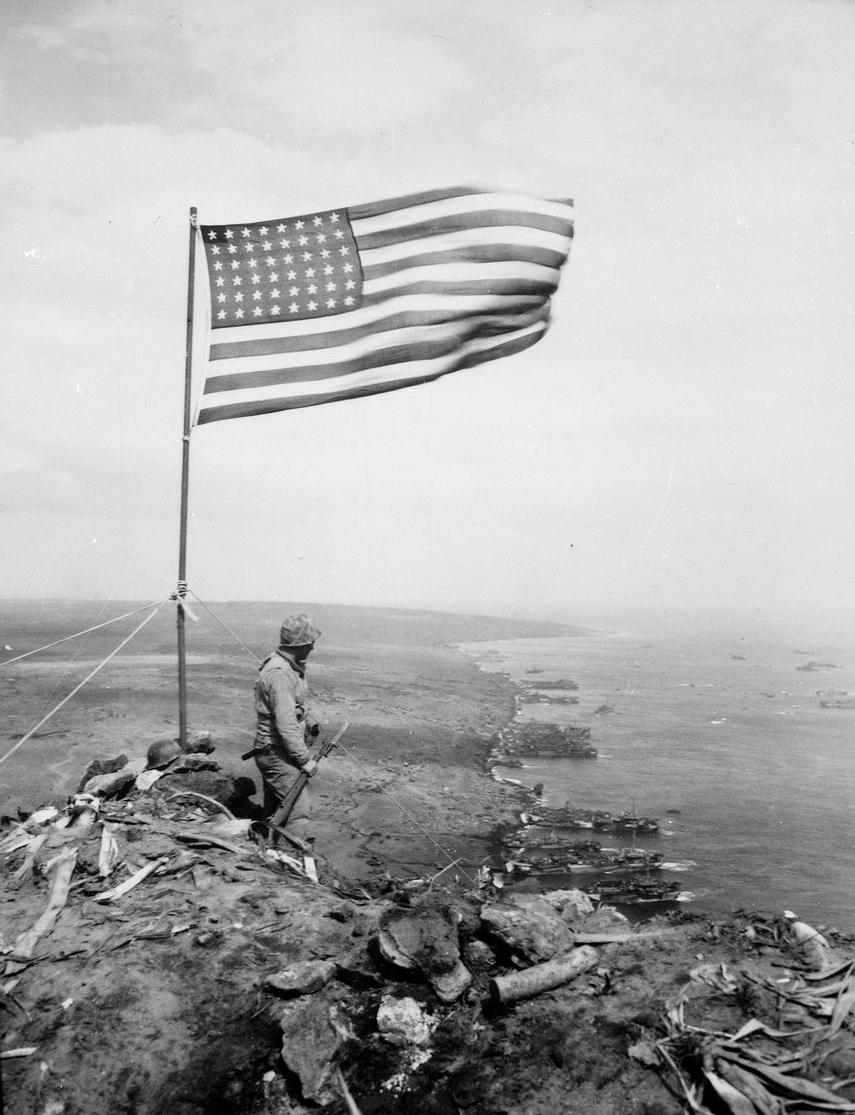
La bannière étoilée flottant au vent sur le mont Suribachi : symbole de la première terre ravie à l'ennemi.

### Genèse et développement
Le film de Clint Eastwood est l'adaptation cinématographique du livre Flags of Our Fathers de James Bradley et Ron Powers, qui décrit la bataille d'Iwo Jima et la pose du drapeau américain sur le mont Suribachi. James Bradley est le fils d'un des marines de la photo. Le livre et le film sont basés sur cette histoire vécue. En France, le livre est paru sous le titre Mémoires de nos pères, aux Éditions Movie Planet.
Les droits du livre Flags of Our Fathers étaient détenus par Steven Spielberg. Clint Eastwood raconte : « Au détour d'une conversation, j'ai simplement dit à Steven que j'aimais beaucoup ce livre, mais sans y insister. (...) Lorsque nous nous sommes croisés à nouveau, il m'a dit : “Pourquoi ne viens-tu pas le faire chez nous ? Tu le réaliseras, et nous le produirons ensemble”. J'ai répondu : “OK, on va faire ça” ».
Ce film constitue le 26e film de la carrière de Clint Eastwood en tant que réalisateur, débutée en 1971 avec le film Un frisson dans la nuit (Play Misty for Me). Le réalisateur a été intéressé par cette histoire : « J'estime que cette histoire ne rend pas seulement hommage à ces hommes qui ont levé les couleurs de l'Amérique, elle célèbre aussi tous les héros anonymes qui ont combattu et trouvé la mort sur Iwo Jima comme sur plusieurs centaines d'autres champs de bataille au cours de la deuxième guerre mondiale. » Clint Eastwood s'est également passionné pour la célèbre photographie Raising the Flag on Iwo Jima de Joe Rosenthal qui, selon lui, « symbolise l'effort de guerre, l'enjeu, ce pour quoi ils se sont battus ».

### Attribution des rôles
Le film met en scène Ryan Phillippe, Jesse Bradford, Adam Beach, Jamie Bell, John Slattery, Paul Walker, Barry Pepper, Robert Patrick, Joseph Cross, Stark Sands, Neal McDonough, Tom Verica, Benjamin Walker et Melanie Lynskey.
Clint Eastwood a souhaité que les acteurs principaux n'aient aucune formation militaire pour faire ressentir plus profondément le malaise des soldats d'Iwo Jima, dont la moyenne d'âge est de 20 ans.
Jared Leto a été approché par Eastwood pour le rôle de John Bradley. Celui-ci a, à contre-cœur, refusé l'offre, car il commençait la tournée américaine avec Thirty Seconds to Mars.

### Tournage
La majeure partie des séquences de la bataille a été tournée sur la Reykjanesskagi, au sud-ouest de la capitale de l'Islande, Reykjavik. Le sol volcanique, le sable noir, les ressemblances géographiques et le climat (août islandais proche du février à Iwo Jima) sont les principales raisons de ce choix. Plus de 500 figurants islandais ont été utilisés pour filmer les scènes du débarquement notamment. Un navire-musée à Long Beach a été utilisé pour filmer les soldats avant le débarquement.
Le film a également des scènes tournées à Washington, Arlington ou encore Chicago.
Le mont Suribachi a été ajouté à de nombreux plans grâce aux images de synthèse. Environ 1,5 million de mètres cubes de sable noir[réf. nécessaire] a été utilisé pour recréer le remblais d'Iwo Jima (4,5 mètres de hauteur sur 228 mètres de long). En réalité le remblais faisait plusieurs kilomètres de longueur[réf. nécessaire].

### Musique
Comme pour certains de ses autres films, Clint Eastwood a composé la musique de son film[réf. nécessaire]. Il est aidé par son fils Kyle, ainsi que par Michael Stevens. Outre des compositions originales, le film exploite des partitions de Wolfgang Amadeus Mozart et Joseph Haydn.
Liste des titres
1. The Photograph (Clint Eastwood) - 0:55
2. I'll Walk Alone (Dinah Shore) - 2:44
3. Knock Knock (Kyle Eastwood, Michael Stevens, Andrew McCormack, Graeme Flowers) - 3:13
4. Wounded Marines (Clint Eastwood) - 4:38
5. The Thunderer (John Philip Sousa) - 2:47
6. Armada Arrives (Clint Eastwood) - 3:49
7. Goodbye Ira (Clint Eastwood) - 0:51
8. Symphony In G Minor, 3 rd Movement (Wolfgang Amadeus Mozart) - 3:49
9. String Quartet Opus #6, 2d Movement (Joseph Haydn) - 3:53
10. Inland Battle (Clint Eastwood) - 4:44
11. Flag Raising (Clint Eastwood) - 1:02
12. Any Bonds Today? (Irving Berlin) - 2:39
13. Summit Ridge Drive (Artie Shaw & His Gramercy Five) - 3:22
14. Vict'ry Polka (Sammy Cahn & Jule Styne) - 2:30
15. The Medals (Clint Eastwood) - 2:59
16. Platoon Swims (Clint Eastwood) - 3:14
17. Washington Post March (John Philip Sousa) - 2:39
18. Flags Theme (Clint Eastwood) - 3:21
19. End Titles Guitar (Clint Eastwood) - 1:56
20. End Titles (Clint Eastwood) - 4:25

## Accueil

### Accueil critique
Sur l'agrégateur américain Rotten Tomatoes, le film récolte 73 % d'opinions favorables pour 196 critiques. Sur Metacritic, il obtient une note moyenne de 79⁄100 pour 39 critiques.
En France, le site Allociné propose une note moyenne de 4⁄5 à partir de l'interprétation de critiques provenant de 28 titres de presse.

### Box-office
Produit pour 90 millions de dollars, le film déçoit au box-office et ne récolte que 65 millions de dollars de recettes mondiales.
| Pays ou région    | Box-office      | Date d'arrêt du box-office | Nombre de semaines |
| ----------------- | --------------- | -------------------------- | ------------------ |
| États-Unis Canada | 33 602 376 $    | 14 décembre 2006           | 8                  |
| France            | 491 563 entrées | -                          | -                  |
| Total mondial     | 65 900 249 $    | -                          | -                  |

### Controverse
Aux États-Unis ou en Angleterre, le film engendre une polémique relayée par la presse. Roger Friedman (éditorialiste à Fox News Channel), Melton McLaurin et l'historienne Yvonne Latty — entre autres — pensent que Clint Eastwood a délibérément ignoré l'importance des soldats afro-américains dans la bataille d'Iwo Jima pour se focaliser uniquement sur des combattants blancs ou indiens. Mémoires de nos pères ne montre aucun GI de couleur. Warner Bros. se défend en précisant que le film est l'adaptation fidèle du livre de James Bradley et de Ron Powers.
Lors du festival de Cannes 2008, le réalisateur afro-américain Spike Lee a également critiqué Clint Eastwood, lorsque le premier a sorti Miracle à Santa Anna en 2008, film sur des soldats afro-américains durant la Seconde Guerre mondiale : « Clint Eastwood a fait deux films sur Iwo Jima qui dépassaient les quatre heures au total et pas un acteur noir n'est vu à l'écran. (...) Dans sa version d'Iwo Jima, les soldats noirs n'existaient pas ». Clint Eastwood a alors répondu que les soldats afro-américains « n'ont pas hissé le drapeau. L'histoire est celle (...) de la photo au drapeau, et ils (les Noirs) n'ont pas fait cela. Si je mettais un acteur afro-américain à cet endroit, les gens diraient : “Ce mec a perdu la raison”. Ce n'est pas conforme à l'Histoire ».

## Distinctions

### Récompenses
| Récompenses 2006-2007 du film Mémoires de nos pères | Récompenses 2006-2007 du film Mémoires de nos pères | Récompenses 2006-2007 du film Mémoires de nos pères                   | Récompenses 2006-2007 du film Mémoires de nos pères          |
| Années                                              | Évènements                                          | Catégorie / Récompense                                                | Nommé(es) / Lauréat(es)                                      |
| --------------------------------------------------- | --------------------------------------------------- | --------------------------------------------------------------------- | ------------------------------------------------------------ |
| 2006                                                | Capri                                               | Capri Exploit Award                                                   | Adam Beach                                                   |
| 2006                                                | Festival du film de Hollywood                       | Meilleur monteur de l'année                                           | Joel Cox                                                     |
| 2006                                                | Prix Hōchi du cinéma                                | Meilleur film étranger                                                | Clint Eastwood                                               |
| 2006                                                | Satellite Awards                                    | Meilleur réalisateur                                                  | Clint Eastwood                                               |
| 2006                                                | Satellite Awards                                    | Meilleure photographie                                                | Tom Stern                                                    |
| 2006                                                | Satellite Awards                                    | Meilleure direction artistique                                        | Henry Bumstead, Richard C. Goddard et Jack G. Taylor Jr.     |
| 2007                                                | AARP Movies for Grownups Awards                     | Meilleur réalisateur                                                  | Clint Eastwood                                               |
| 2007                                                | AARP Movies for Grownups Awards                     | Meilleur scénariste                                                   | William Broyles Jr. et Paul Haggis                           |
| 2007                                                | Awards of the Japanese Academy                      | Meilleur film étranger                                                | Mémoires de nos pères                                        |
| 2007                                                | Blue Ribbon Awards                                  | Meilleur film en langue étrangère                                     | Mémoires de nos pères                                        |
| 2007                                                | Cinema for Peace Awards                             | Prix du cinéma pour la paix du film le plus précieux de l'année       | Clint Eastwood                                               |
| 2007                                                | Kinema Junpo Awards                                 | Prix Kinema Junpō du meilleur film étranger                           | Clint Eastwood                                               |
| 2007                                                | Kinema Junpo Awards                                 | Prix Kinema Junpō du meilleur réalisateur de film en langue étrangère | Clint Eastwood                                               |
| 2007                                                | Kinema Junpo Awards                                 | Prix du choix des lecteurs du meilleur film étranger                  | Clint Eastwood                                               |
| 2007                                                | Visual Effects Society Awards                       | Meilleurs effets visuels secondaires dans un film                     | Matthew E. Butler, Bryan Grill, Julian Levi et Michael Owens |

### Nominations
| Nominations 2006-2007 du film Mémoires de nos pères | Nominations 2006-2007 du film Mémoires de nos pères | Nominations 2006-2007 du film Mémoires de nos pères                                           | Nominations 2006-2007 du film Mémoires de nos pères |
| Années                                              | Évènements                                          | Catégorie / Récompense                                                                        | Nommé(es) / Lauréat(es) |
| --------------------------------------------------- | --------------------------------------------------- | --------------------------------------------------------------------------------------------- | --- |
| 2006                                                | Camerimage                                          | Grenouille d'or - Concours principal                                                          | Tom Stern |
| 2006                                                | Dallas-Fort Worth Film Critics Association Awards   | Meilleur film                                                                                 | Mémoires de nos pères |
| 2006                                                | Dublin Film Critics Circle Awards                   | Meilleur acteur dans un second rôle                                                           | Adam Beach |
| 2006                                                | Las Vegas Film Critics Society Awards               | Meilleur film                                                                                 | 10ème place |
| 2006                                                | Los Angeles Film Critics Association Awards         | Meilleur réalisateur                                                                          | Clint Eastwood |
| 2006                                                | Los Angeles Film Critics Association Awards         | Meilleure photographie                                                                        | Tom Stern |
| 2006                                                | Satellite Awards                                    | Meilleur film dramatique                                                                      | Mémoires de nos pères |
| 2006                                                | Satellite Awards                                    | Meilleur acteur dans un second rôle                                                           | Adam Beach |
| 2006                                                | Satellite Awards                                    | Meilleur scénario adapté                                                                      | William Broyles Jr. et Paul Haggis |
| 2006                                                | Satellite Awards                                    | Meilleure musique de film                                                                     | Clint Eastwood |
| 2006                                                | Satellite Awards                                    | Meilleurs effets visuels                                                                      | Matthew E. Butler, Bryan Grill, Michael Owens et Steve Riley |
| 2006                                                | Satellite Awards                                    | Meilleur montage                                                                              | Joel Cox |
| 2006                                                | Satellite Awards                                    | Meilleur son (montage et mixage)                                                              | Bub Asman, David E. Campbell, Walt Martin, Alan Robert Murray, John T. Reitz et Gregg Rudloff                                                                               |
| 2006                                                | St. Louis Film Critics Association                  | Meilleur film                                                                                 | Mémoires de nos pères |
| 2006                                                | St. Louis Film Critics Association                  | Meilleur réalisateur                                                                          | Clint Eastwood |
| 2006                                                | St. Louis Film Critics Association                  | Meilleur acteur dans un second rôle                                                           | Adam Beach |
| 2006                                                | St. Louis Film Critics Association                  | Meilleure photographie                                                                        | Tom Stern |
| 2007                                                | AARP Movies for Grownups Awards                     | Meilleur film pour les adultes                                                                | Mémoires de nos pères |
| 2007                                                | Art Directors Guild                                 | Meilleurs décors dans un film d'époque                                                        | Henry Bumstead et Jack G. Taylor Jr. |
| 2007                                                | Cinema Audio Society                                | Meilleur mixage sonore pour un film                                                           | David E. Campbell, Walt Martin, John T. Reitz et Gregg Rudloff |
| 2007                                                | Critics Choice Awards                               | Meilleur acteur dans un second rôle                                                           | Adam Beach |
| 2007                                                | Golden Globes                                       | Meilleur réalisateur                                                                          | Clint Eastwood |
| 2007                                                | Motion Picture Sound Editors                        | Meilleur montage son dans un long métrage - Dialogue et remplacement automatisé des dialogues | Ulrika Akander, Gloria D'Alessandro, David A. Arnold, Bub Asman, Lucy Coldsnow-Smith, Joe Dorn, Juno J. Ellis, Nicholas Korda, James Matheny et Alan Robert Murray          |
| 2007                                                | Motion Picture Sound Editors                        | Meilleurs effets sonores et bruitages dans un long métrage                                    | Bub Asman, John T. Cucci, Valerie Davidson, Michael Dressel, Jason W. Jennings, Jason King, Steve Mann, Charles Maynes, Alan Robert Murray, Dan O'Connell et Steven Ticknor |
| 2007                                                | Oscars                                              | Meilleur mixage de son                                                                        | David E. Campbell, Walt Martin, John T. Reitz et Gregg Rudloff |
| 2007                                                | Oscars                                              | Meilleur montage de son                                                                       | Bub Asman et Alan Robert Murray |
| 2007                                                | Turkish Film Critics Association (SIYAD) Awards     | Meilleur film en langue étrangère                                                             | 18ème place |

### Classement
- Élu 10e meilleur film de la décennie 2000-2009 par les Cahiers du cinéma en 2006.

### Autres
- Inscription sur la liste des dix meilleurs films du National Board of Review de l'année 2006.

## Éditions en vidéo
- En France, le film Mémoires de nos pères est sorti en DVD édition collector le 30 mai 2007[26]. Par la suite, le film est sorti en HD DVD[27] et en Blu-ray[28] le 27 juin 2007. Le film est également ressorti trois fois en DVD, le 17 octobre 2007[29], le 10 mars 2010[30] et le 6 avril 2011[31]. Enfin, il sort en VOD le 12 mai 2011[7] et ressort en Blu-ray le 14 mars 2017[32].
- Au Québec, le film est sorti en DVD le 6 février 2007[3].

## Lettres d'Iwo Jima

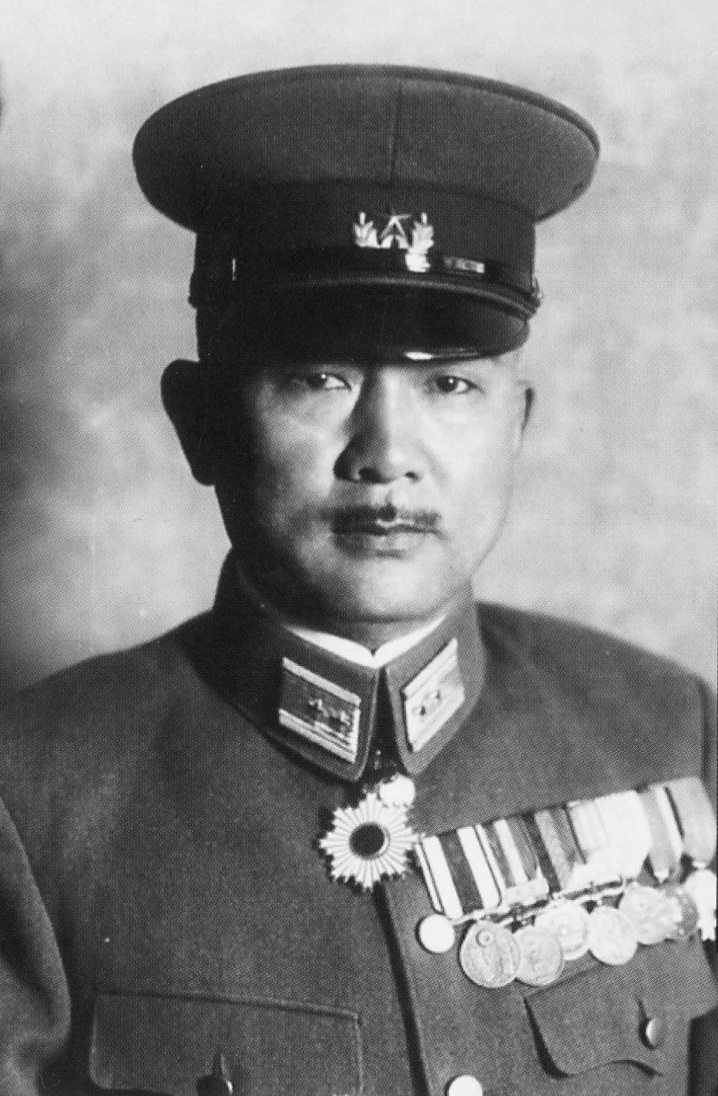
Portrait de Tadamichi Kuribayashi, chargé de la défense de l'île d'Iwo Jima.

Décrivant la bataille d'Iwo Jima du côté américain, Mémoires de nos pères est le pendant d'un autre film réalisé par Clint Eastwood, Lettres d'Iwo Jima sorti quelques mois plus tard en 2007, qui met parallèlement en scène les protagonistes japonais de cette bataille. Ken Watanabe y incarne le Général Tadamichi Kuribayashi.
Clint Eastwood a voulu être totalement impartial en montrant les deux points de vue de ce conflit :

« Dans la plupart des films de guerre que j'ai vus au cours de ma jeunesse, il y avait les bons d'un côté, les méchants de l'autre. La vie n'est pas aussi simple, et la guerre non plus. Nos deux films ne parlent ni de victoire, ni de défaite. Ils montrent les répercussions de la guerre sur des êtres humains dont beaucoup moururent bien trop jeunes. »

— Clint Eastwood